# كيفن كونيرت

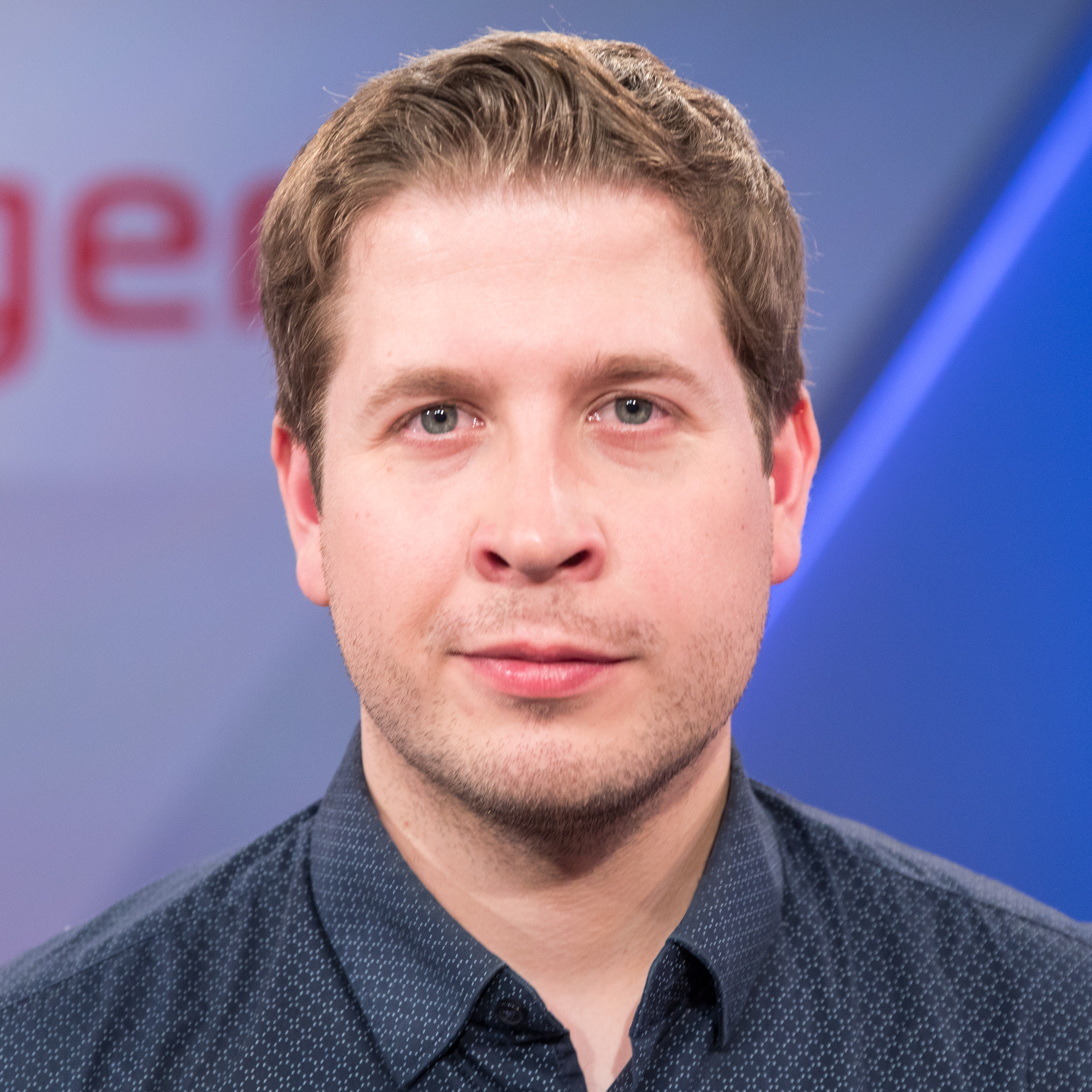
كيفن كونرت٬ مارس 2019

كيفن كونيرت (من مواليد 1 يوليو 1989) هو سياسي ألماني من الحزب الديمقراطي  الاجتماعي الألماني (SPD). 
يشغل منصب رئيس الاشتراكيين الشباب التابع للحزب منذ 24 نوفمبر 2017 (Jusos). 

## النشأة والمهنية
ولد كونيرت لأبوين من الطبقة المتوسطة في برلين الغربية. أنخرط مبكراً خلال المدرسة الثانوية في النشاطات الحزبية والأعمال التطوعية. 
درس الصحافة وعلوم الاتصال في جامعة  برلين الحرة ،لكنه لم يكمل تعليمه. ثم التحق بجامعة هاغن لدراسة العلوم السياسة، لكنه أوقف دراسته عندما أصبح رئيسًا لاشتراكيين الشباب Juso. 

## الحياة السياسية
انضم كونيرت إلىالحزب الديمقراطي  الاجتماعي الألماني في عام 2005 وترأس منظمة الاشتراكيين الشباب في برلين من عام 2012 إلى عام 2015. ومنذ عام 2015 ، عمل نائباً لرئيس Jusos الفيدرالي وكان مسؤولاً عن السياسة الضريبية وسياسة التقاعد والسياسة الهيكلية والتطرف اليميني وسياسة الهجرة وكذلك للعمل وسائل الاعلام الاجتماعية. 
انتخب مؤتمر جوسو الفيدرالي في ساربروكن في نوفمبر 2017 كونرت رئيسًا لجوسوس، بحصوله على 225 صوتًا من 297 صوتًا. 

## نشاطات أخرى
- عضو نقابة عمال التعليم والعلوم (GEW)
- مركز ويلي براندت القدس (WBC)
- جمعية بيوت الشباب الألمانية (DJH)
- تنس بوروسيا برلين، عضو في مجلس الإشراف (2013-2017)

## التعرف على
في مايو 2018 ، تم اختياركونرت كقائد للجيل القادم من قبل مجلة التايم بسبب المقاومة التي أطلقها ضد التحالف الكبير الذي تمكن تقريبًا من الإطاحة بالمستشارة أنجيلا ميركل وأدى إلى نقاش وطني حول مستقبل SPD ومستقبل السياسة الألمانية بشكل عام. 

## الحياة الشخصية
في لقاء صحفي في مارس 2018 صرح كونرت بأنه مثلي الجنس .      

## روابط خارجية
- كيفن كونيرت على موقع IMDb (الإنجليزية)
- كيفن كونيرت على موقع مونزينجر (الألمانية)